# Tamarixia
Tamarixia är ett släkte av steklar som beskrevs av Mercet 1924. Tamarixia ingår i familjen finglanssteklar.

## Dottertaxa tillTamarixia, i alfabetisk ordning[1][2]
- Tamarixia actis
- Tamarixia akkumica
- Tamarixia arboreae
- Tamarixia asiatica
- Tamarixia bicolor
- Tamarixia brovni
- Tamarixia caillardiae
- Tamarixia cometes
- Tamarixia dhetysaicus
- Tamarixia dryi
- Tamarixia dyra
- Tamarixia flavicoxae
- Tamarixia flavigaster
- Tamarixia flaviventris
- Tamarixia hanca
- Tamarixia klarisae
- Tamarixia krascheninnikovi
- Tamarixia leptothrix
- Tamarixia leucaenae
- Tamarixia meteora
- Tamarixia monesus
- Tamarixia newelskoyi
- Tamarixia nocturna
- Tamarixia orientalis
- Tamarixia pallicornis
- Tamarixia poddubnyi
- Tamarixia pojarkovi
- Tamarixia pronomus
- Tamarixia pubescens
- Tamarixia pygmaeola
- Tamarixia radiata
- Tamarixia rudolfae
- Tamarixia sheebae
- Tamarixia stelleri
- Tamarixia tremblayi
- Tamarixia triozae
- Tamarixia tschirikovi
- Tamarixia turundaevskayae
- Tamarixia upis
- Tamarixia vinokurovi